# 바단지린 사막

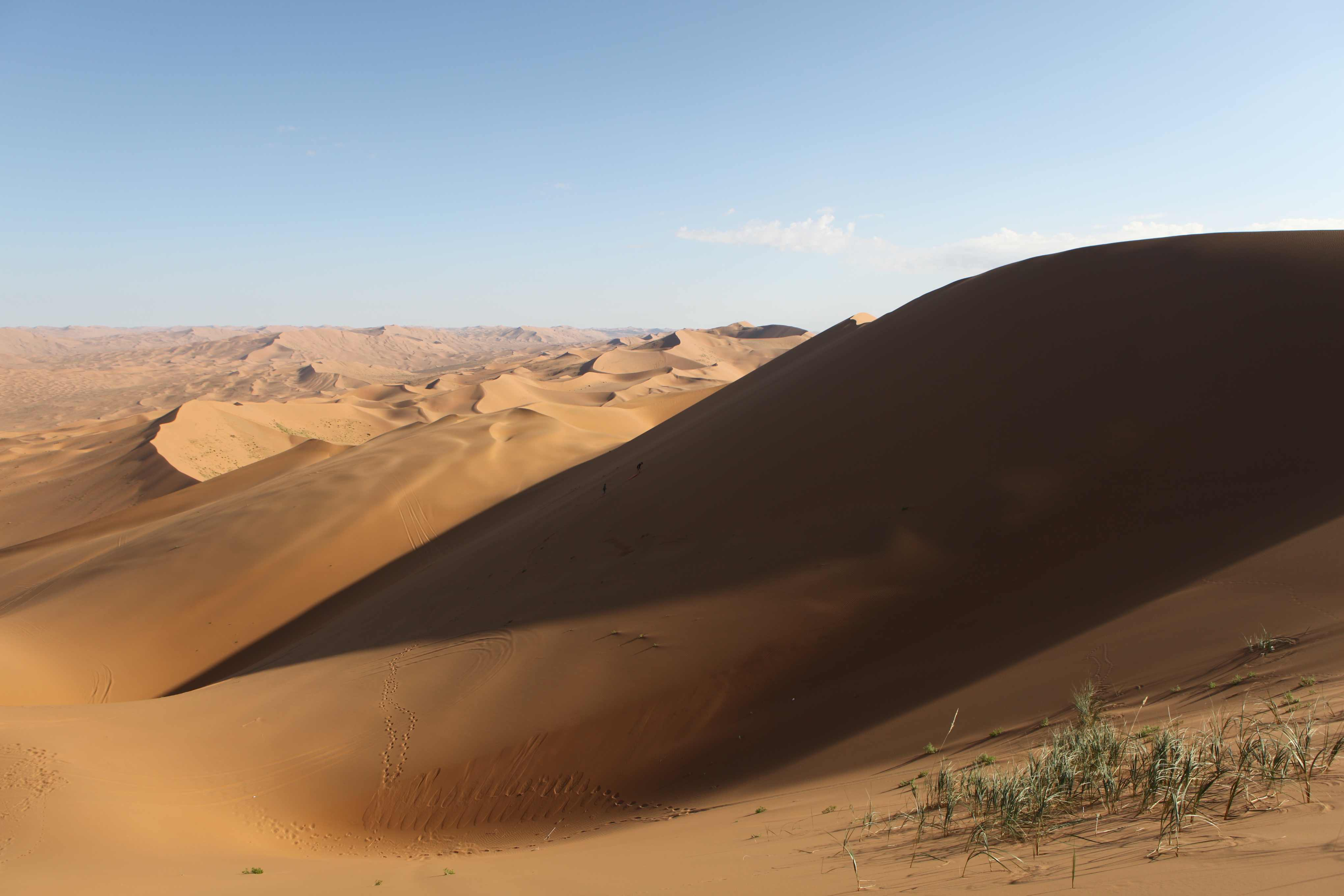
바단지린 사막

바단지린 사막은 내몽골 자치구, 닝샤 후이족 자치구, 간쑤성에 걸친 사막이다. 면적은 49000km2로 중국에서 3번째로 큰 사막이다.
바단지린 사막에는 세계에서 가장 높은 고정된 사구들이 있는데 평균 200m, 최대 500m다. 가장 높은 사구는 세계에서 3번째로 가장 높은 사구이자 가장 높은 고정된 사구다.
바단지린 사막의 사구 사이사이에 호수 100개 이상이 있는데 이들 중 몇몇은 담수로 채워져 있지만 다른 호수들은 염호다. 이로 인해 몽골어로 '미스터리한 호수들'이라는 뜻을 갖는 바단지린이라는 이름이 붙었다.